# Cerkiew św. Michała Archanioła w Walawie
Cerkiew św. Michała Archanioła w Walawie – murowana parafialna cerkiew greckokatolicka, znajdująca się w Walawie. Obecnie rzymskokatolicki kościół parafialny pw. Najświętszego Serca Pana Jezusa parafii w Walawie.
Zbudowana na miejscu starszej, drewnianej cerkwi z 1791, w 1927. Parafia należała do greckokatolickiego dekanatu przemyskiego (przed I wojną światową do radymniańskiego).
Po wojnie cerkiew została przejęta przez Kościół rzymskokatolicki.
Na przycerkiewnym cmentarzu pochowany został greckokatolicki biskup przemyski, Aleksander Oleksowicz Krupecki (zm. 1652).

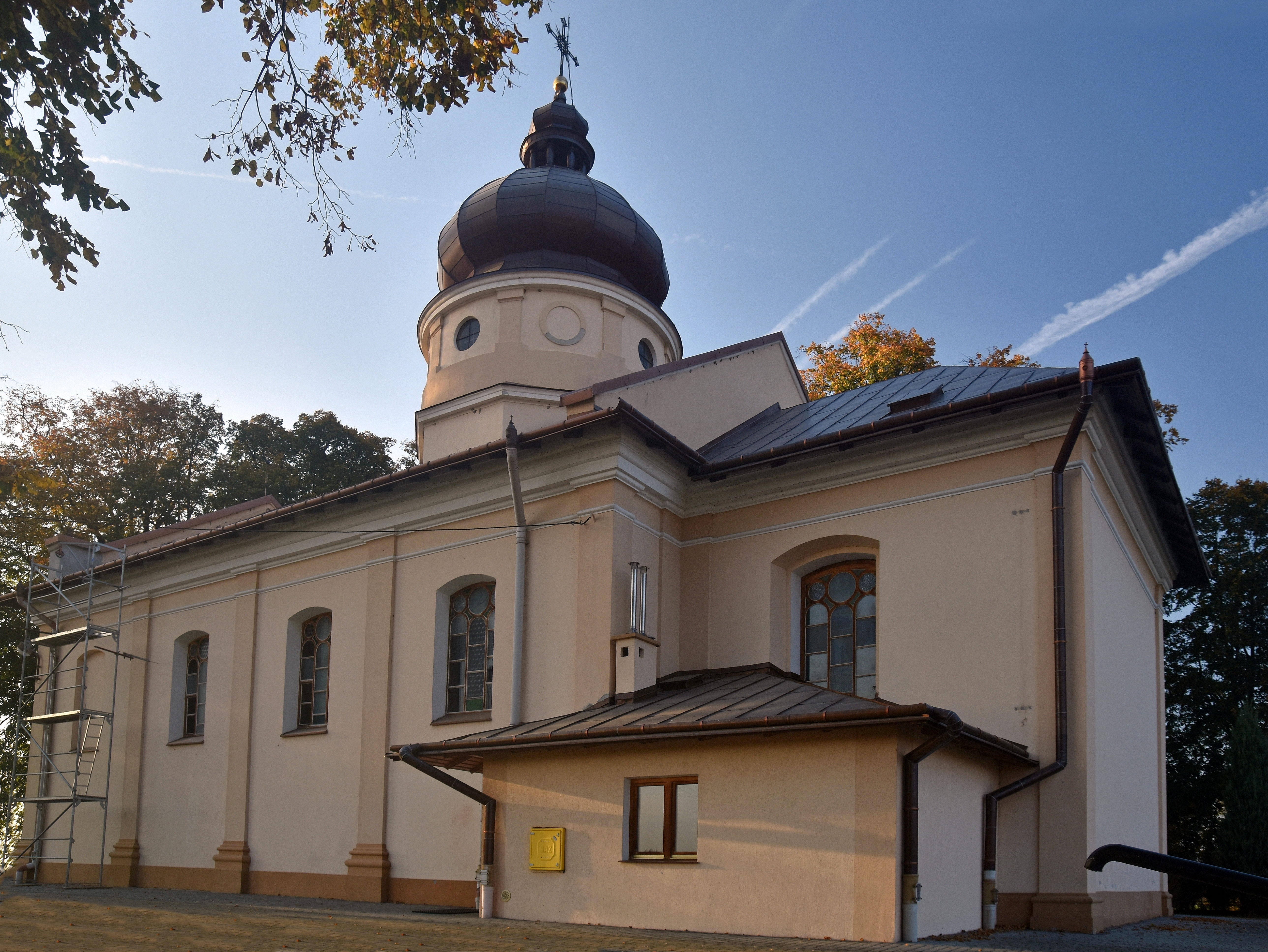
Elewacja boczna
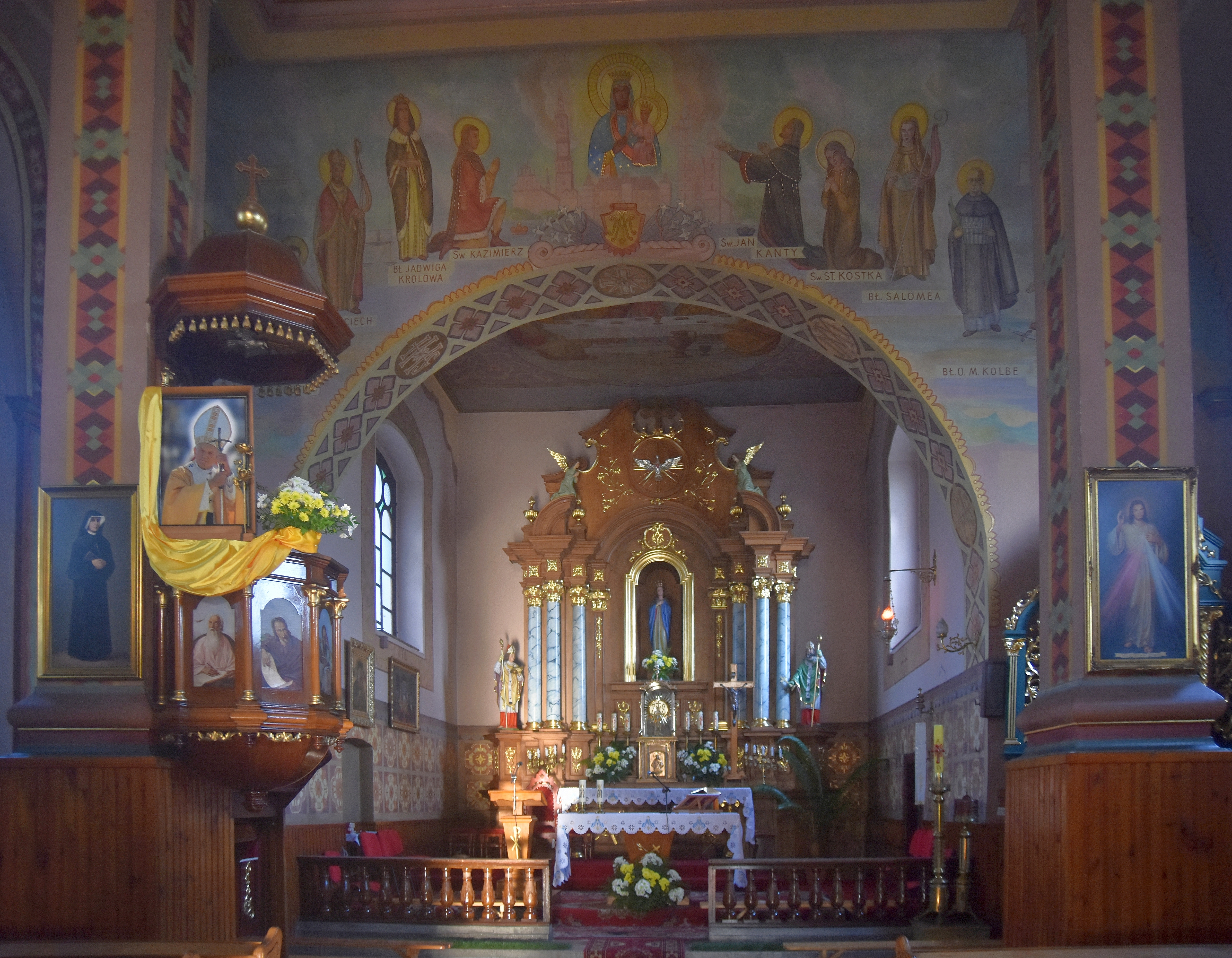
Wnętrze